# Химн на Латвия
„Боже, благослови Латвия“ (на латвийски: Dievs, svētī Latviju!) е националният химн на Латвия. Създаден през 1873 г. като патриотична песен, той придобива официален статут на химн едва през 1920 г.

## История
Музиката и текстовете са написани през 1873 г. от Карлис Бауманис – учител, който е бил част от младото латвийско националистическо движение. Спекулира се, че Бауманис може да е заимствал част от текста от популярна песен, която се пее по мелодия на британския химн, да ги е модифицирал и да ги е поставил на своя музика. Текстовете на Бауманис са различни от съвременните: той използва термина „балтийци“ като синоним и взаимозаменяемо с „Латвия“ и „латвийци“ и така „Латвия“ всъщност се споменава само в началото на първия стих. По-късно терминът „Латвия“ е премахнат и заменен с „Балтика“, за да се избегне забраната на песента. Това довежда до погрешното разбиране, че терминът „Латвия“ не е бил част от песента до 1920 г., когато е избран за национален химн, а думата „Балтика“ е заменена с „Латвия“.
По време на анексирането на Латвия от СССР, пеенето на „Боже, благослови Латвия“ е забранено. Латвийската ССР има свой собствен химн. „Боже, благослови Латвия“ е възстановен като държавен химн на Латвия на 15 февруари 1990 г., преди независимостта на страната да бъде възстановена на 4 май същата година.

## Текст
Оригиналният текст на латвийски се състои от два куплета.

### На латвийски
Dievs, svētī Latviju,

Mūs’ dārgo tēviju,

Svētī jel Latviju,

Ak, svētī jel to!

Kur latvju meitas zied,

Kur latvju dēli dzied,

Laid mums tur laimē diet,

Mūs’ Latvijā!

### Превод на български
Боже благослови Латвия,

Нашето скъпо отечество,

Благослови Латвия,

Нашата Латвия.

Където дъщерите на Латвия цъфтят,

Където синовете на Латвия пеят,

Нека да танцуваме щастливи там,

В нашата Латвия!